# Tyrothricin
Tyrothricin là một hỗn hợp kháng sinh được phân lập từ Bacillus brevis bởi Rene Dubos vào cuối những năm 1930. Sau đó, Dubos và Rollin Hotchkiss đã thể hiện là một hỗn hợp của hai loại kháng sinh khác nhau: gramicidin và tyrocidine.
Cả gramicidin và tyrocidine đều là các polypeptide ngắn làm phá vỡ màng tế bào của một số vi khuẩn, chủ yếu là gram dương. Tyrothricin và kháng sinh thành phần của nó quá độc để được sử dụng trong nội bộ nhưng đôi khi được sử dụng làm kháng sinh tại chỗ.
Tyrothricin và các kháng sinh thành phần của nó thuộc nhóm các hợp chất kháng sinh polypeptide liên quan đến dược lý bao gồm colistin, polymyxin B và bacitracin. Không có kháng chéo với ba tác nhân này.